# دايسوكي اراكاوا (منافس ألعاب قوى)
دايسوكي اراكاوا (باليابانية: 荒川大輔؛ بالكانا: あらかわ だいすけ) هو منافس ألعاب قوى ياباني، ولد في 19 سبتمبر 1981 في أوساكا في اليابان.

## وصلات خارجية
- دايسوكي اراكاوا على موقع الاتحاد الدولي لألعاب القوى (الإنجليزية)